# Геноцид над Србима у Независној Држави Хрватској
Геноцид над Србима у Независној Држави Хрватској био је систематски прогон са циљем истребљења Срба који су током Другог светског рата починили хрватски фашисти (усташе) на територији квислиншке Независне Државе Хрватска (НДХ) од 1941. до 1945. године. Извођена је кроз егзекуције у логорима смрти, као и кроз мучења, масовна убиства, етничко чишћење, депортације, присилне конверзије и ратна силовања. Овај геноцид је извршен истовремено са Холокаустом у НДХ као и геноцидом над Ромима, комбиновањем нацистичке расне политике са крајњим циљем стварања етнички чисте Велике Хрватске.
Идеолошка основа усташтва сеже у 19. век. Неколико хрватских националиста и интелектуалаца успоставило је теорије о Србима као инфериорној раси. Наслеђе из Првог светског рата, као и противљење групе националиста уједињењу у заједничку државу Јужних Словена, утицало је на етничке тензије у новоформираној Краљевини Срба, Хрвата и Словенаца (од 1929. Краљевина Југославија). Шестојануарска диктатура и међуетнички односи 1920-их и 1930-их резултирали су успоном шовинистичких, сепаратистичких и крајње десничарских покрета. То је кулминирало успоном усташа, ултранационалистичке, односно шовинистичке и терористичке организације коју је основао Анте Павелић. Покрет је финансијски и идеолошки подржавао Бенито Мусолини, а учествовао је у убиству краља Александра I Карађорђевића.
Након инвазије Сила Осовине на Југославију у априлу 1941, успостављена је фашистичка, марионетска држава позната као Независна Држава Хрватска (НДХ), која се састојала од комплетних територија данашње Хрватске и Босне и Херцеговине, као и делова данашње Србије, Црне Горе и Словеније, којима су владале усташе. Циљ усташа је био стварање етнички хомогене Велике Хрватске елиминацијом свих нехрвата, при чему су Срби били примарна мета, али и Јевреји, Роми и политички неистомишљеници. Почињени су масакри великих размера и изграђени концентрациони логори, од којих је највећи био Јасеновац, познат по високој стопи смртности и варварским, антихуманим и монструозним поступцима који су се у њему дешавали. Штавише, НДХ је била једина марионетска држава Осовине која је успоставила концентрационе логоре смрти, посебно за децу. Режим је систематски убио око 200.000 до 500.000 Срба. Протерано је 300.000 Срба, док је још најмање 200.000 присилно покатоличено, од којих је већина деконвертована после рата. Сразмерно броју становника, НДХ је била један од најсмртоноснијих европских режима који је спровео кампању једног од најсмртоноснијих геноцида икада.
Миле Будак, Никола Мандић, Андрија Артуковић и други високи функционери НДХ, након рата су осуђени за ратне злочине од нових југословенских власти. Команданти концентрационих логора Љубо Милош и Мирослав Филиповић ухваћени су и стрељани, док је надбискуп и кардинал Алојзије Степинац, проглашен кривим за присилне конверзије. Многи други су побегли, укључујући и вођу усташа Анту Павелића, највише у Латинску Америку. Геноцид није на одговарајући начин истраживан након рата, јер послератна југословенска влада није охрабривала независне научнике из забринутости да ће етничке тензије дестабилизовати нови комунистички режим.
Данас, Србија обележава 22. априла државни празник посвећен жртвама геноцида и фашизма, Црна Гора и Република Српска су прогласили своје дане сећања, док Хрватска одржава званичну комеморацију на Спомен-подручју Јасеновац. Српска православна црква је канонизовала жртве геноцида и за светитеље су проглашени Свети српски новомученици јасеновачки, Свети мученици пребиловачки и Света деца мученици, јастребарски и сисачки.

## Историјска позадина
Идеолошка основа усташтва сеже у 19. век када је Анте Старчевић основао Странку права, као и када је Јосип Франк из ње отцепио своју екстремну фракцију и формирао своју Чисту странку права. Старчевић је извршио велики идеолошки утицај на хрватски национализам усташа. Био је заговорник хрватског јединства и независности и био је истовремено антихабзбуршки, јер је Старчевић видео главног хрватског непријатеља у Хабзбуршкој монархији, и био је антисрпски настројен. Замишљао је стварање Велике Хрватске која би обухватила територије насељене Бошњацима, Србима и Словенцима, сматрајући Бошњаке и Србе Хрватима који су прешли у ислам и православно хришћанство. У својој демонизацији Срба тврдио је „како су Срби опасни по своје идеје и свој расни састав, како им је у крви склоност ка заверама, револуцијама и државним ударима”. Старчевић је Србе назвао „нечистом расом”,, „номадским народом” и „родом робова, најодвратнијих звери”, док је суоснивач његове странке Еуген Кватерник негирао постојање Срба у Хрватској, видећи њихову политичку свест као претњу. Писац Милован Ђилас наводи Старчевића као „оца расизма” и „идеолошког оца” усташа, док су неки усташки идеолози Старчевићеве расне идеје довели у везу са расном идеологијом Адолфа Хитлера.
Франкова странка је прихватила Старчевићев став да су Срби препрека хрватским политичким и територијалним амбицијама, а агресивни антисрпски ставови постали су једна од главних карактеристика странке. Следбеници ултранационалистичке Чисте странке деснице били су познати као франковци и они ће постати главни скуп чланова каснијих усташких покрета. Након пораза Централних сила у Првом светском рату и распада Аустроугарске империје, на јужним територијама Царства формирана је привремена држава која се придружила Савезницима, Краљевини Србији, и формирала Краљевину Срба, Хрвата и Словенаца (касније позната као Југославија), којима је владала српска династија Карађорђевић.
Историчар Џон Пол Њуман је објаснио да су утицај франковаца, као и наслеђе Првог светског рата, утицали на усташку идеологију и на њихове будуће геноцидне намере. Многи ратни ветерани су се у различитим ранговима борили на разним фронтовима и на „победничкој” и „пораженој” страни рата. Србија је претрпела највећу стопу жртава на свету, док су се Хрвати борили у аустроугарској војсци, а двојица од њих су били војни гувернер Босне и Херцеговине и комисионер окупиране Србије. Обојица су подржали планове Аустро-Угарске о денационализацији у земљама насељеним Србима и подржали идеју да се припитомљена Србија укључи у Царство. Њуман је навео да су аустроугарски официри „непоколебљивим противљењем Југославији дали нацрт за хрватску радикалну десницу, усташе”. Франковци су кривили српске националисте за пораз Аустроугарске и противили се стварању Југославије, коју су идентификовали као параван за Велику Србију. Масовна хрватска национална свест појавила се након успостављања заједничке државе Јужних Словена и била је усмерена против нове Краљевине, тачније против српске превласти у њој.
Хрватски интелектуалци с почетка 20. века Иво Пилар, Ћиро Трухелка и Милан Шуфлај утицали су на усташки концепт нације и расног идентитета, као и на теорију о Србима као инфериорној раси. Пилар, историчар, политичар и правник, ставио је велики нагласак на расни детерминизам тврдећи да су Хрвати били дефинисани „нордијско-аријевским” расним и културним наслеђем, док су се Срби „укрштали” са „балканско-романским Власима”. Трухелка, археолог и историчар, тврдио је да су босански Муслимани етнички Хрвати, који су, према њему, припадали расно супериорној нордијској раси, док су Срби припадали „дегенерисаној раси” Влаха. Усташе су пропагирале теорије историчара и политичара Шуфлаја, за кога се верује да је тврдио да је Хрватска била „један од најјачих бедема западне цивилизације дуги низ векова”, за који је тврдио да је изгубљен кроз уједињење са Србијом при формирању Југославије 1918. године.
Излив хрватског национализма после 1918. године био је једна од главних претњи стабилности Југославије. Током 1920-их, Анте Павелић, адвокат, политичар и један од франковаца, појавио се као водећи гласноговорник хрватске независности. Године 1927. тајно је контактирао Бенита Мусолинија, диктатора Италије и оснивача фашизма, и изнео му своје сепаратистичке идеје. Павелић је предложио независну Велику Хрватску која би требало да обухвати читав историјски и етнички простор Хрвата. У том периоду Мусолини је био заинтересован за Балкан са циљем изолације Југославије, јачањем италијанског утицаја на источној обали Јадранског мора. Британски историчар Рори Јоманс тврди да постоје индиције да је Павелић размишљао о формирању неке врсте националистичке побуњеничке групе још 1928. године.
У јуну 1928. Стјепана Радића, вођу највеће и најпопуларније хрватске странке Хрватске сељачке странке (ХСС), смртно је ранио у саборници Пуниша Рачић, вођа црногорских Срба, бивши четник и посланик владајуће странке Српска народна радикална странка. Рачић је такође убио још двојицу посланика ХСС и ранио још двојицу. Убиства су изазвала насилне студентске протесте у Загребу. Покушавајући да сузбије сукоб између хрватских и српских политичких партија, краљ Александар I је прогласио диктатуру са циљем успостављања „интегралног југословенства” и јединствене југословенске нације. Увођење краљевске диктатуре довело је до изражаја сепаратистичке снаге, посебно међу Хрватима и Македонцима. Усташко — хрватски револуционарни покрет појавио се као најекстремнији покрет од њих.
Усташе су настале крајем 1929. или почетком 1930. године међу радикалним и милитантним студентским и омладинским групама, које су постојале од касних 1920-их. Тачније, покрет су основали новинар Густав Перчец и Анте Павелић. Они су били вођени дубоком мржњом према Србима и српству и тврдили су да су „Хрвати и Срби били одвојени непремостивим културним јазом” који их је спречавао да икада живе једни уз друге.< Павелић је оптужио владу у Београду да пропагира „варварску културу и циганску цивилизацију”, тврдећи да шире „атеизам и зверски менталитет у божанској Хрватској”. Присташе усташа планирали су геноцид годинама пре Другог светског рата, на пример, један од главних Павелићевих идеолога, Мијо Бабић, писао је 1932. године да ће усташе „очистити и исјећи све што је труло из здравог тијела хрватског народа”. Усташе су 1933. представиле „Седамнаест начела” која су формирала званичну идеологију покрета. Начела су истакла јединственост хрватске нације, промовисала колективна права над индивидуалним правима и објавила да ће људи који нису Хрвати по „крви” бити искључени из политичког живота.
Да би објаснили шта су видели као „машину терора”, а коју су појединци редовно називали „неким ексцесима”, усташе су, између осталог, цитирале политику међуратне југословенске владе коју су описали као српску хегемонију која је „коштала живота хиљада Хрвата”. Историчар Јозо Томашевић објашњава да тај аргумент није тачан, тврдећи да је између децембра 1918. и априла 1941. око 280 Хрвата убијено из политичких разлога, те да се не може утврдити конкретан мотив убистава, јер се могу довести у везу и са сукобима током аграрне реформе. Штавише, навео је да су и Србима била ускраћена грађанска и политичка права током краљевске диктатуре.
Међутим, Томашевић објашњава да су антихрватска политика југословенске владе у којој је доминирала Србија 1920-их и 1930-их, као и Радићево пуцање на посланике ХСС-а у великој мери били одговорни за стварање, раст и природу хрватских националистичких снага. То је кулминирало усташким покретом и коначно његовом антисрпском политиком у Другом светском рату, која је по природи и обиму била потпуно несразмерна ранијим антихрватским мерама. Јоманс објашњава да су усташки званичници стално истицали злочине југословенске владе и снаге безбедности над Хрватима, иако су многи од њих измишљени, мада неки стварни, као оправдање за њихово замишљено искорењивање Срба. Политиколог Тамара Павасовић Трошт, коментаришући историографију и уџбенике, као пример релативизације усташких злочина навела је тврдње да је терор над Србима настао као резултат „њихове дотадашње хегемоније”. Историчар Аристотел Калис је објаснио да су антисрпске предрасуде биле „химера” која је настала заједничким животом у Југославији уз континуитет са претходним стереотипима.
Усташе су функционисале и као терористичка организација. Први усташки центар основан је у Бечу, где се убрзо развила жустра антијугословенска пропаганда и припремани агенти за терористичке акције. Организовали су такозвани Велебитски устанак 1932. године, напали полицијску станицу у селу Брушани у Лици. Године 1934. усташе су сарађивале са бугарским, мађарским и италијанским десничарским екстремистима у атентату на краља Александра у француском граду Марсеју. Павелићеве фашистичке тенденције су биле очигледне. Усташки покрет је финансијски и идеолошки подржавао Бенито Мусолини. Током интензивирања веза са нацистичком Немачком 1930-их, Павелићев концепт хрватске нације постаје све више расно оријентисан.

## Независна Држава Хрватска
- Срби (заједно са црногорским Србима)
- Хрвати
- Босански муслимани
- Немци (Дунавске Швабе)

У априлу 1941. на Краљевину Југославију су извршиле инвазију силе Осовине. Након уласка нацистичких снага у Загреб 10. априла 1941. Павелићев најближи сарадник Славко Кватерник је у емисији Радио Загреба прогласио формирање Независне Државе Хрватске (НДХ). У међувремену, Павелић и неколико стотина усташких добровољаца напустили су своје логоре у Италији и отпутовали у Загреб, где је Павелић 16. априла 1941. прогласио нову владу. Он је себи дао титулу „Поглавник” (енгл. Chief leader). НДХ је спојила већи део модерне Хрватске, целу модерну Босну и Херцеговину и делове модерне Србије у „италијанско-немачки квазипротекторат”. Срби су чинили око 30% становништва НДХ. НДХ никада није била потпуно суверена, али је била марионетска држава која је уживала највећу аутономију од било којег другог режима у Европи под окупацијом Немаца. Независна Држава Хрватска проглашена је на хрватском „етничком и историјском територијом”.
Ова држава може бити само хрватска држава, и не постоји метод којег бисмо се устручавали да је учинимо истински хрватском и очистимо од Срба, који су нас вековима угрожавали и који ће нас поново угрозити ако им се укаже прилика. — Милован Жанић, министар владе НДХ, 2. маја 1941., 

Усташе су постале опседнуте стварањем етнички чисте државе. Како су истакли усташки министри Миле Будак, Мирко Пук и Милован Жанић, стратегија за постизање етнички чисте Хрватске  и акциони план према Србима, који је 26. јуна 1941. објавио у новинама Хрватски лист био је:
Један дио Срба ћемо побити, други раселити, а остале ћемо превести у католичку вјеру и тако их претопити у Хрвате.
Према историчару Иви Голдштајну, ова формула никада није објављена, али је неспорно да су је усташе примењивале према Србима.
Усташки покрет је добио ограничену подршку обичних Хрвата. У мају 1941. године усташе су имале око 100.000 припадника који су положили заклетву. Пошто је Влатко Мачек нерадо позивао присталице Хрватске сељачке странке на поштовање и сарадњу са новим режимом Анте Павелића, могао је да користи партијски апарат и већину функционера бивше Хрватске бановине. У почетку су хрватски војници који су претходно служили у аустроугарској војсци заузимали највише положаје у оружаним снагама НДХ.
Историчарка Ирина Огњанова је изјавила да сличности између НДХ и Трећег рајха укључују и претпоставку да су терор и геноцид неопходни за очување државе. Виктор Гутић је почетком лета 1941. године одржао неколико говора, називајући Србе „бившим непријатељима” и „непожељним елементима” које треба очистити и уништити, а претио је и Хрватима који нису подржавали њихову политику. Велики део идеологије усташа био је заснован на нацистичкој расној теорији. Као и нацисти, усташе су Јевреје, Роме и Словене сматрали подљудима (нем. Untermensch). Подржали су тврдње немачких расних теоретичара да Хрвати нису Словени већ германска раса. Стога су њихови геноциди над Србима, Јеврејима и Ромима били израз нацистичке расне идеологије.
Адолф Хитлер је подржао Павелића да би казнио Србе. Историчар Мајкл Фајер је објаснио да је одлука нациста да убију све Јевреје у Европи, према неким проценама, почела у другој половини 1941. године крајем јуна, што би, ако је тачно, значило да је геноцид у Хрватској почео пре нацистичког убијања Јевреја. Џонатан Штајнберг је изјавио да су злочини над Србима у НДХ били „најранији тотални геноцид који је покушан током Другог светског рата”.

### Закони уведени против Срба
Андрија Артуковић, министар унутрашњих послова НДХ, потписао је низ расних закона. Влада је 30. априла 1941. усвојила „правни поредак раса” и „правни поредак заштите атинске крви и части хрватског народа”. Хрвати и око 750.000 босанских муслимана, чија је подршка била потребна против Срба, проглашени су Аријевцима. Доналд Блокхам и Роберт Герварт су закључили да су Срби били примарна мета расних закона и убистава. Усташе су увеле законе којима Србима одузимају држављанство, средства за живот и иметак. Слично Јеврејима у Трећем рајху, Срби су били приморани да носе траке на рукама са словом „П”, за Православац (исто тако, Јевреји су били приморани да носе траку са словом „Ж”, као Жидов (Јевреј). Усташки писци су усвојили дехуманизирајућу реторику. Године 1941. забрањена је употреба ћириличног писма, и у јуну 1941. почело је елиминисање „источних” (српских) речи из хрватског, као и гашење српских школа. Анте Павелић је преко „Хрватског државног уреда за језике” наредио стварање нових речи из старих корена, и очистио многе српске речи.
Док је усташки прогон Јевреја и Рома био систематски и представљао је спровођење нацистичке политике, њихов прогон Срба је био укорењен у јачем „домаћем” облику мржње, који се спроводио са више варијација због већег броја Срба у руралним подручјима. То је учињено упркос чињеници да би деградирало подршку режиму, подстакло српску побуну и угрозило стабилност НДХ. Ниво насиља над српским заједницама често је више зависио од међузаједничких односа и склоности дотичних локалних усташких војсковођа него од добро структуиране политике.

## Концентрациони логори и логори истребљења
Усташе су у пролеће 1941. године подигле привремене концентрационе логоре и у јесен поставиле темеље за мрежу сталних логора. Стварање концентрационих логора и поход на истребљење Срба планирао је усташки врх много пре 1941. године. На усташким државним изложбама у Загребу, логори су приказани као продуктивни и „мирни радни логори”, уз фотографије насмејаних логораша.
Срби, Јевреји и Роми су хапшени и слани у концентрационе логоре као што су Јасеновац, Стара Градишка, Госпић и Јадовно. У НДХ је било укупно 22—26 логора. Историчар Јозо Томашевић је описао да је сам концентрациони логор Јадовно служио као „успутна станица” на путу до јама које се налазе на Велебиту, где су логораши погубљени и одлагани.
Отприлике 90.000 српских жртава геноцида страдало је у концентрационим логорима; остали су убијени у „директном терору”, односно казненим експедицијама и разарању села, погромима, масакрима и спорадичним погубљењима која су се углавном дешавала између 1941. и 1942. године.
Највећи и најозлоглашенији логор био је комплекс Јасеновац—Стара Градишка, највећи логор за истребљење на Балкану. Процењује се да је тамо страдало око 100.000 логораша, већина Срба. Вјекослав „Макс” Лубурић, главнокомандујући свих хрватских логора, на свечаности 9. октобра 1942. објавио је велику „ефикасност” логора Јасеновац, а такође се похвалио: „Овде у Јасеновцу смо поклали више људи него што је Османско царство било у стању да учини током своје окупације Европе.”

### Концентрациони логор Јасеновац
Омеђен рекама и са две ограде од бодљикаве жице које су чиниле бекство мало вероватним, логор Јасеновац је подељен на пет логора, прва два су затворена у децембру 1941, док су остали били активни до краја рата. Стара Градишка (Јасеновац V) држала жене и децу. Логор Циглана (Циглана, Јасеновац III), главно стратиште и у суштини логор смрти, имао је стопу смртности од 88%, више од Аушвицових 84,6%. У некадашњој циглани су, како је пећ претворена у крематоријум, логораши били живи спаљени. Сведоци говоре да су међу њима спаљивана и деца и да се логором ширио смрад људског меса.
Лубурић је дао изградити гасну комору у Јасеновцу V, где је током тромесечног експеримента са сумпор-диоксидом и циклоном Б убијен значајан број логораша, али је ова метода напуштена због лоше градње. Ипак, тај метод је био непотребан, јер је већина затвореника страдала од глади, болести (посебно тифуса), напада маљем, буздованом, секирама, отровом и ножевима. Србосјек је била рукавица са причвршћеним закривљеним сечивом намењена за резање грла. Велике групе људи су редовно погубљене по доласку ван логора и бацане у реку. За разлику од немачких логора, Јасеновац се специјализовао за брутално насиље један на један, као што су стражари оружјем нападали касарне и бацали тела у ровове. Неки историчари користе реченицу из немачких извора: „Чак су и немачки официри и есесовци изгубили смиреност када су видели (усташке) начине и методе.” Херман Хорстенау је о кратком боравку 22. октобра у Јасеновцу ради ослобађања становника села Црквени Бок, Стрмен и Ивањски Бок из логора оставио је следеће речи:
После тога кренули смо у концентрациони логор који је био смештен у једној фабрици. Било је мало мушкараца, много жена и деце слабо одевене, којима је кревет био хладни камен. Голи костури. Затвореници су плакали, запомагали. Командант логора, дрипац, билмез. Када сам се касније видео са Павелићем, о команданту логора је говорио веома добро. Нисам га ни погледао. Усташкој пратњи сам казао: „Кад човек ово види, он може само да пљуне … само да пљуне, да, моја господо!” И најстрашније у једној просторији, дуж зида, на ретко набацаној слами, свакако тек одскора, због моје „инспекције”, лежало око педесеторо голе деце, делом већ мртве, делом на издисају! Не треба заборавити да су творци концентрационих логора Британци, и то током Бурског рата. Но, ова места страве и ужаса у Хрватској, под Павелићем, кога смо ми довели на власт, врхунац су ужаса. Најгоре, међутим, јесте у Јасеновцу у који обичан смртник не сме ни да привири ”.
Злогласни командант логора Филиповић, звани фра Сотона („брат сатана”) и „персонификација зла”, једном приликом је потопио један подрум, са српским женама и децом. Филиповић и други команданти логора (попут Динка Шакића и његове супруге Наде Шакић, сестре Макса Лубурића), користили су страшна мучења. Постојала су надметања Срба у којима су се затворски чувари међусобно кладили ко може да закоље највише затвореника. Саопштено је да је стражар и бивши фрањевачки свештеник Петар Брзица победио на такмичењу 29. августа 1942. након што је пререзао гркљане 1.360 затвореника. Затворенике су везивали и ударали маљем по главама и полуживе качили у групама уз кран рампе Граник, пререзали им црева и вратове, а затим их бацали у реку. Када су се партизани и савезници затворили на крају рата, усташе су започеле масовне ликвидације у Јасеновцу, марширајући жене и децу на смрт, и стрељајући већину преосталих мушких логораша, а затим су запалили зграде и документе пре него што су побегли. Многи затвореници су били жртве силовања, сексуалног сакаћења и избацивања црева, док се међу затвореницима дешавао и индуковани канибализам. Неки преживели су сведочили да су пили крв из пререзаних грла жртава и правили сапун од људских лешева.

### Дечји концентрациони логори
За време постојања НДХ током Другог светског рата, хрватске усташе су основале бројне концентрационе логоре попут оних у којима је страдало много српске, јеврејске и ромске деце као затвореници.Независна Држава Хрватска је била једини сателит Осовине који је подигао кампове посебно за децу.
Посебни логори за децу били су они у Сиску, Ђакову и Јастребарском, док је Стара Градишка држала хиљаде деце и жена. Историчар Томислав Дулић је објаснио да је систематско убијање дојенчади и деце, која не могу представљати опасност за државу, једна од важних илустрација геноцидног карактера усташког масовног убијања.

#### Стара Градишка
На месту затвора Стара Градишка изграђен је концентрациони логор Стара Градишка. Логор је био посебно изграђен за жене и децу и постао је озлоглашен по злочинима који су над њима почињени. Логор су чувале усташе и неколико болничара Хрвата. Затвореници су убијани различитим средствима, укључујући ватрено оружје, чекиће, мачете и ножеве. У јединици „К”, односно „Кула”, Јеврејке и Српкиње, са слабом или малом децом, изгладњиване су и мучене у „Хотелу Гагро”, подруму у коме је усташа Никола Гагро радио као мучитељ.

Остали затвореници су убијени употребом отровног гаса. Прве су гасом подметнуте жене и деца који су допутовали из логора Ђаково гасним комбијима које је Симо Клаић назвао „зеленим Томасом”. Метода је касније замењена стационарним гасним коморама са циклоном Б и сумпор-диоксидом. Експерименти са гасом вршени су у почетку у ветеринарским шталама у близини јединице „Економија”, где су били коњи, а затим и људи убијани сумпор-диоксидом, а касније и циклоном Б. Гасирање је тестирано и на деци у дворишту, где је командант логора, усташки наредник Анте Врбан, посматрао његове ефекте. Највише мртвих од гаса догодило се на таванима „злогласне куле”, где је убијено неколико хиљада деце са подручја Козаре у мају и још 2.000 у јуну 1942. године. Након тога, мање групе од 400—600 деце, и неколико мушкараца и жена, су гасом. Врбан је на суђењу изјавио:
„Шта сте урадили са децом?
A. Врбан: Оне слабије смо отровали.
„Како?”
A. Врбан: „Одвели смо их у двориште и бацили гас на њих.”
„Какав гас?”

A. Врбан: „Циклон.”— На суђењу Анти Врбану.
Према речима сведокиње Милке Забичић, гасирање је престало због заказане посете делегације Црвеног крста 1943. године, која је стигла тек у јуну 1944. године.

#### Сведочења
Преживели Холокауста и геноцида, међу којима је и Божо Шварц, сведочили су да су усташе деци откидале руке, као и да су „четкицама наносиле текућину на уста деце”, због чега су деца вриштала и касније умирала. Заповедника логора у Сиску, лекара Антуна Најжера, преживели су прозвали „хрватским Менгелеом”. Преживели су се касније борили са задобијеним психичким траумама. „Смрт је постала тако обична ствар у Јасеновцу… Свеједно је, као сад да изађете да уберете ружу, свеједно, тако обична ствар постала је мени, али и свима”, рекао је Илија Ивановић. У документарном филму Дианина деца, једна од преживелих, Босиљка Лончар говори следеће:
Једног дана дошле су усташице и рекле су да све девојчице које имају 10, 12 година, иду на спрат и да чувају малу децу. То су све биле бебе, као авети у четири реда су биле сложене мале бебе, све једна до друге. И неке више нису могле ни да плачу, ни да кмече, већ су биле скоро полумртве. А ројева мува било је толико на њима… Пришла сам и са оном гранчицом млатила муве са њих. Касније сам чула од једне заточенице Хрватице, која је као скојевка била у логору, да су ту децу сву погушили плином. Није нико остао жив.

#### Хуманитарна акција Диане Будисављевић
Диана Будисављевић, хуманитарка аустријског порекла, извела је спасилачке акције и спасила више од 15.000 деце из усташких логора. Рад на помоћи и спасавању српских жена и деце из логора Диана Будисављевић је започела у другој половини октобра 1941. када је сазнала за велику акцију помоћи коју је Јеврејска општина у Загребу организовала за своје заточене чланове. Добила је обавештење да су у логору у Лоборграду са Јеврејкама заточене и Српкиње са децом, да су скоро без хране и слабо обучени и да њима нико не помаже, након чега је одлучила да им помогне.
У раду је имала и сараднике као што су професор Камило Бреслер, тада запослен у Министарству социјалног старања НДХ, сестра Црвеног крста Драгица Хабазин, архитекта Марко Видаковић, Јана Кох, Татјана Маринић.
Акција је наилазила на сталне тешкоће и препреке, а стални проблем био је тај што није имала службени наслов и није се могла обраћати државним органима. Стога је прво деловала преко Јеврејске општине, а касније преко католичке хуманитарне установе Каритас. Диана Будисављевић је неколико пута тражила помоћ од надбискупа и кардинала Алојзија Степинца, који јој није помогао.

Диана је водила дневник о свом хуманитарном раду, где је записала:
10. јул 1942, Стара Градишка: Нека дјеца већ пре су била предвиђена за транспорт у Горњу Ријеку, а онда су због болести морала остати. Умрла су дјелимично тамо, а дјелимично од нас преузета касније, као и толико тих малих мученика, као непозната, безимена дјеца. А свако је имало мајку која је за њим горко плакала, имало је свој дом, своју одјећу, а сад је трпано голо у масовну гробницу. Ношено девет мјесеци, у болу рођено, с одушевљењем поздрављено, с љубављу његовано и одгајано, а онда — Хитлер треба раднике, доведите жене, одузмите им дјецу, пустите их да пропадну; каква неизмјерна туга, каква бол (…) Прије подне је дошао и Лубурић. Био је бијесан што мора да преда дјецу. Казао је да има довољно католичке дјеце која у Загребу расту у биједи. Нека се за њих бринемо. Онда нам је опет пријетио, да само о његовој доброј вољи зависи хоће ли нас пустити из логора.
Велику помоћ у Дианиној акцији је представљао хрватски педагог и социјални радник Камило Бреслер, који је успео да издејствује код свог министра дозволу да се деца „колонизују”, односно упуте у градске и сеоске породице спремне да брину о њима. Заједно са Каритасом, само из Загреба је на тај начин колонизовано око 5.000 православне деце.
Крајем маја 1945. два агента ОЗНЕ односе албуме са фотографијама деце. По налогу Министарства социјалне политике Хрватске 28. маја 1945. од Диане Будисављевић је узета и целокупна картотека деце, иако није била завршена идентификација и репатријација. Диана Будисављевић је умрла у родном Инзбруку 1978. године, а постхумно је одликована од стране државе Србије.

### Списак концентрационих логора и логора смрти
- Јасеновац (I—IV) — страдало око 100.000 логораша, најмање 52.000 Срба, 83.145 жртава потврђено[116]
- Стара Градишка (Јасеновац V) — живот изгубило више од 12.000 логораша, углавном Срба[117]
- Госпић — Умрло између 24.000 и 42.000 логораша, претежно Срба[118]
- Јадовно — страдало између 15.000 и 48.000 Срба и Јевреја[119]
- Логор на острву Паг — страдало између 4.000 и 12.000 Срба, Јевреја и комуниста[120]
- Сисак — Кроз логор прошло 6.693 деце, углавном српске националности, наводи се да је умрло између 1.152 и 1.630 деце[121]
- Даница — око 5.000, углавном Срба, превезено у логор, неки од њих стрељани[122]
- Јастребарско — Кроз логор прошло 3.336 српске деце, умрло између 449 и 1.500[95]
- Крушчица — у логору је покопано око 5.000 Јевреја и Срба, а живот је изгубило 3.000[123]
- Ђаково — У логору сахрањено 3.800 јеврејских и српских жена и деце, најмање 569 погинуло[124]
- Лобор — сахрањено више од 2.000 јеврејских и српских жена и деце, најмање 200 погинуло, неки преживели пребачени у Аушвиц[125]
- Керестинец — Заробљено 111 Срба, Јевреја и комуниста, 85 убијено[126][127]
- Сајмиште — логор на територији НДХ којим су управљале ајнзац групе, а од маја 1944. усташе; Овде је страдало између 20.000 и 23.000 Срба, Јевреја, Рома и антифашиста[128][129]
- Хрватска Митровица — концентрациони логор у Сремској Митровици[130]
- Логор Ступачиново
- Логор Цапраг
- Логор Лепоглава
- Логор Тења
- Логор Вила Лубурић
- Дечји логор у Ливну
- Логор Доња Градина

## Масакри
Велики број покоља починиле су оружане снаге НДХ, Хрватски домобрани (Домобрани) и усташка војница.
Усташка војница је 1941. године организована у пет (касније 15) батаљона од 700 људи, два батаљона жељезничке заштите и елитну Црну легију и тјелохранитељску бојну Поглавника (касније Бригада). Регрутовани су претежно међу необразованим становништвом и радничком класом.
Насиље над Србима почело је априла 1941. и у почетку је било ограниченог обима, првенствено против српске интелигенције. До јула, међутим, насиље је постало „неселективно, распрострањено и систематско”. Масакри над Србима су били фокусирани на мешовите области са великим српским становништвом због потребе и ефикасности.
У лето 1941. године усташке војнице и одреди смрти палили су села и убијали хиљаде цивилних Срба на селу на садистички начин разним оружјем и оруђем. Мушкарци, жене, деца су сечени на смрт, живи бацани у јаме и јаруге, или паљени у црквама. Ретко када је коришћено ватрено оружје, чешће су се користиле секире, ножеви и слично. Српске жртве су раскомадане, одсечене су им уши и језици и ископане очи. Нека српска села у близини Сребренице и Озрена су потпуно масакрирана, док су у селима између Власенице и Кладња пронађена деца набијена на колац.
Злочини које су починили усташе запрепастили су многе посматраче. Бригадир сер Фицрој Маклин, шеф британске војне мисије при партизанима, прокоментарисао је: „Неке усташе су скупљали очи Срба које су убили, шаљући их, када им је било доста, Поглавнику… на његов преглед или их поносно показују, као и друге људске органе, у загребачким кафићима.”
Усташе су кремирали и живе логораше, који су некад били дрогирани, а некад потпуно будни, као и лешеве. Прве кремације извршене су у пећима циглане у јануару 1942. године. Инжењер Хинко Доминик Пицили је усавршио ову методу претварањем седам пећи пећи у софистицираније крематорије. Међутим, нека тела су закопана, а не кремирана, као што је откривено ексхумацијама тела после рата.
Усташка суровост и садизам шокирали су чак и нацистичке команданте. У извештају Гестапоа рајхсфиреру СС-а Хајнриху Химлеру, од 17. фебруара 1942, стоји:
Појачана активност банди [побуњеника] углавном је последица злочина усташких јединица у Хрватској над православним становништвом. Усташе су зверски чиниле своја дела, не само над мушкарцима регрутског узраста, већ посебно над немоћним старцима, женама и децом. Број православаца које су Хрвати масакрирали и садистички мучили до смрти је око три стотине хиљада.
Усташка склоност ка хладном оружју у вршењу својих дела била је делом резултат несташице муниције и ватреног оружја у раном току рата, али је показала и значај који је режим придавао култу насиља и личног клања, посебно кроз употребу ножа.
Чарлс Кинг је нагласио да концентрациони логори губе своје централно место у истраживању холокауста и геноцида јер је велики део жртава страдао у масовним погубљењима, гудурама и јамама. Он је објаснио да су значајну улогу одиграле и акције немачких савезника, укључујући и хрватског, и елиминација мањина на нивоу градова и села.
Извршен је велики број масакра. Најзначајнији су били:
- Гудовачки масакр — 184—196 Срба масакрирали су усташе.[140]
- Глински масакр — 260 Срба је стрпано у цркву и убијено из ватреног оружја.[141]
- Јаворски масакр — Стотине Срба масакрирано у Јавору, код Сребренице и Озрена.[142]
- Покољ у Вељуну — Убијено 520 српских цивила
- Масакр у Коритима — масакрирано је 176 Срба, а њихова тела бачена у јаму звану Коритска јама.[143]
- Косињски масакр — Усташе су побили око 600 Срба.[144]
- Метковићски масакр — 280 Срба убили су усташе у Метковићу 25. јуна 1941. године.[145]
- Масакр у Оточцу — Усташе су погубили 331 Србина, укључујући српског православног свештеника који је био приморан да покатоличи пре него што му је срце изрезано из груди.[146]
- Покољ у Личком Петровом Селу — Депортовано и погубљено више од 300 Срба
- Покољ у Челебићу — Убијено више од 400 Срба
- Масакр у Санском Мосту — Усташе су убиле више од 5.000 Срба, а само на Илиндан 1941. године у Санском је извршен покољ 2.862 мештана
- Покољ у Пребиловцима — Усташе су погубили око 650 Срба.[147]
- Масакр у Воћину — Убијено 350 српских цивила
- Покољ у Драксенићу — У цркви убијено више од 200 становника
- Масакр у Дракулићу — Усташе су масовно погубиле 2.300 Срба
- Масакр у Цетинграду — Убијено више од 120 српских цивила

### Централна Хрватска (Кордун, Банија, Мославина)
Дана 28. априла 1941., по Кватерниковом наређењу за хапшење, по хитном поступку погубљено је око 184—196 Срба из Бјеловара. Био је то први чин масовног убиства које су починиле усташе по доласку на власт, а наговестио је ширу кампању геноцида над Србима у НДХ која је трајала до краја рата. Неколико дана након масакра бјеловарских Срба, усташе су покупиле 331 Србина у селу Оточац. Жртве су биле приморане да сами копају гробове пре него што су их секирама насмрт посекли. Међу жртвама је био и локални православни свештеник и његов син. Први је био присиљен да чита молитве за умируће док су му убијали сина. Свештеник је тада мучен, почупана му је коса и брада, извађене очи, пре него што су му живом одрали кожу.
Усташка војница је 24—25. јула 1941. заузела село Бански Грабовац у банијском крају и побила целокупно српско становништво од 1.100 сељака. У селу Влаховић 24. јула убијено је преко 800 српских цивила.
Између 29. и 37. јула 1941. године 280 Срба је убијено и бачено у јаме код Костајнице. Масакри великих размера догодили су се у Старом Селу Топуском, Војишници и Вргинмосту. Око 60% Садиловчана је изгубило живот током рата. У својим домовима убијено је више од 400 Срба, међу којима 185 деце. Дана 31. јула 1942. године у Садиловачкој цркви усташе су под командом Милана Месића масакрирали више од 580 становника околних села, међу којима и око 270 деце.

#### Глина
11. или 12. маја 1941. 260—300 Срба је стрпано у православну цркву и стрељано, након чега је она запаљена. Идеја за овај масакр је наводно потекла од Мирка Пука, који је био министар правде за НДХ. Ивица Шарић, специјалиста за такве операције, отпутовао је 10. маја у град Глину да се састане са локалним усташким руководством где су саставили списак имена свих Срба од шеснаест до шездесет година који ће бити ухапшени, без обзира на социјални статус или занимање. После дуге расправе, одлучили су да све ухапшене побију. Многи градски Срби чули су гласине да им се спрема нешто лоше, али велика већина није побегла. У ноћи 11. маја почела су масовна хапшења мушкараца Срба старијих од шеснаест година.
Усташе су потом ту групу стрпали у православну цркву и тражили да им се дају документи који доказују да су Срби прешли у католицизам. Срби који нису поседовали потврде о преобраћењу, укључујући и свештеника Богдана Опачића, затворени су унутра и масакрирани. Црква је тада запаљена, а тела су остављена да горе док су усташе стајале напољу и пуцале на све преживеле који су покушали да побегну од пламена.
Други извори дају другачији приказ масакра и пишу да су мушкарци прво били затворени у малом простору бивше зграде жандармерије. Потом су, у ноћи 12. маја, везани у парове, утоварени у камионе и одведени у велику јаму где су убијани, пре свега из оружја. Историчар Рори Јоманс пише да су погубљени ножевима, секачима за месо, чекићима, маљевима и косама. Једини преживео овај први масакр био је Никица Самарџија, који је успео да побегне. Касније ће сведочити пред Трибуналом за ратне злочине у Глини. Злочин је био претеча још окрутнијег који ће се десити три месеца касније у Глинској православној цркви, где је, према речима Славка Голдштајна, убијено 100 Срба. Дана 13. маја, у оближњем селу Прекопа, усташе су погубиле још 100 Срба.

##### Масакр у цркви
Сличан масакр над Србима догодио се 30. јула 1941. 700 Срба је окупљено у цркву под претпоставком да ће бити преобраћени. Жртве су убијане пресецањем грла или разбијањем глава кундацима пушака. Снаге Вјекослава „Макса” Лубурића касније су масакрирали између 500 и 2000 других Срба у суседним селима, и то до 3. августа. У овим масакрима убијани су посебно мушкарци од 16 година и више. Само један од жртава, Љубо Једнак, преживео је правећи се мртав. Он је о том догађају рекао:
Почели су са једним огромним сељаком, који је почео да пева стару историјску јуначку песму Срба. Ставили су му главу на сто и док је наставио да пева, пререзали су му врат, а онда је следећа екипа ушла да му разбије лобању. Био сам парализован. „Ево шта добијаш”, вриснуо је усташа. Усташе су нас опколиле. Апсолутно није било бекства. Тада је почело клање. Једна група је избодена ножевима, друга је следила, разбијајући главе да се увери да су сви мртви. За неколико минута стајали смо у језеру крви. Крикови и запомагања, тела се спуштају десно и лево.— Љубо Једнак, преживели масакра
Тела су затим стављена у камионе и одвезена у велику гробну јаму, где су остављена без надзора довољно дуго да Једнак побегне. Процењује се да је те вечери убијено 200 Срба. Убијања су настављена и 3. августа, када су усташе побили становнике српских села у близини цркве. Отприлике месец дана касније, усташе су спалиле цркву. Процене о броју убијених Срба од 30. јула до 3. августа увелико варирају.

### Лика
Госпићки округ је доживио прве масовне масакре који су се догодили у личком крају, јер је од краја јула до почетка августа 1941. убијено око 3.000 српских цивила. Усташки званичници су пријавили настанак српске побуне због масакра. Крајем јула 1941. један одред хрватске војске у Госпићу је забележио да су локални устаници српски сељаци који су побегли у шуме „чисто као реакција на [операције] чишћења наших усташких формација против њих”. Након саботаже железничких пруга у округу Војнић, која је 27. јула 1941. приписана локалним комунистима, усташе су започеле акцију „чишћења” од неселективног пљачкања и убијања цивила, укључујући старце и децу.
Усташе су 6. августа 1941. године у Млакви убиле и спалиле више од 280 сељана, међу којима 191 дете. У периоду од јуна до августа 1941. године око 890 Срба из Личког Петровог Села и Мелиновца убијено је и бачено у такозвану Делићку јаму.
Током рата, усташе су масакрирали више од 900 Срба у Дивоселу, више од 500 у Смиљану, као и више од 400 у Широкој Кули код Госпића. Усташе су 2. августа 1941. заробиле око 120 деце и жена и 50 мушкараца који су покушали побећи из Дивосела. После неколико дана затвора, где су жене силоване, у групама су избодене ножевима и бачене у јаме.

#### Усташка акција и народна организација
Једна од усташких акција спроведена је у јуну 1941. године у селу Доњи Тишковац. Сви људи који су били у могућности, побегли су у околне шуме, сем једног седамдесетогодишњака по имену Саво Шево, из засеока Дреновац. Старац је остао у својој кући, говорећи:
Власт је власт и она се поштовати мора. До сада су владали Турци, Аустријанци и нису ми ништа учинили. Ја ни сад нисам ништа крив. Ово су познаници мојих синова, па они мени неће ништа.— Старац Саво Шево из околине Дреновца, по сведочењу преживелих
Саву Шеву су усташе одвеле и убиле. Половином јула, усташе су поново дошле возом из Стрмице око 2 часа ујутру. Из кревета су дигли неколико Срба и возом их отерали у Книн. У току пута, усташе су их тукле, тако да је један старији човек преминуо. Из воза је успео да побегне само један човек, који је причао људима о терору којег је преживео. Након ових догађаја који су им потврдиле гласине о усташким злочинима, људи су одлучили да мушкарци иду у шуме на спавање, а да дању када раде имају увек једног стражара који ће их на време упозорити на долазак усташа.

### Славонија
Дана 21. децембра 1941. године у шуми Брезје убијено је око 880 Срба из Дугог Села Ласињског и Пркоса Ласињског. На српску Нову годину, 14. јануара 1942. године, почело је највеће клање цивила из Славоније. Села су спаљена, а око 350 људи је депортовано у Воћин и стрељано.

### Срем
У августу 1942. године, након заједничке војне антипартизанске операције усташког и немачког Вермахта у Срему, почео је масакр усташке војнице у коме је погинуло до 7.000 Срба. Међу убијенима је био и истакнути сликар Сава Шумановић, који је са 150 Шиђана ухапшен, а потом мучен одсецањем руку.

### Босанска Крајина
У августу 1941. године на Илије, заштитника Босне и Херцеговине, убијено је између 2.800 и 5.500 Срба из Санског Моста и околине и бачено у јаме које су ископале саме жртве.
Током рата, оружане снаге НДХ су у општини Козарска Дубица убиле преко 7.000 Срба, док је општина изгубила више од половине предратног становништва.  Највећи масакр починили су хрватски домобрани јануара 1942. године, када је спаљено село Драксенић и убијено више од 200 људи.
У фебруару 1942. године усташе су под командом Мирослава Филиповића масакрирали 2.300 одраслих и 550 деце у српским селима Дракулић, Мотике и Шарговац. Деца су изабрана као прве жртве и делови тела су им одсечени.

#### Гаравице
Од јула до септембра 1941. године на Гаравицама, стратишту код Бихаћа, масакрирано је више хиљада Срба, као и Јевреја и Рома. Усташе су у ноћи 17. јуна 1941. године започеле масовно убијање раније заробљених Срба, који су камионима довезени из околних места у Гаравице. Тела жртава су бачена у масовне гробнице. Велика количина крви контаминирала је локални водовод.

### Херцеговина
Дана 9. маја 1941. године, око 400 Срба је покупљено из неколико села и погубљено у јами иза школе у селу Благај. Од 4. до 6. августа 1941. 650 жена и деце убијено је бацањем у јаму Голубинка код Шурманаца. Такође, на лешеве су бачене ручне бомбе. Око 4000 Срба је касније масакрирано у суседним местима током тог лета.
Усташке власти у општини Гацко издале су 2. јуна 1941. године наредбу српским становницима села Корита и Заградци да се сви мушкарци старији од петнаест година јаве у зграду у селу Степен. Тамо су били затворени два дана, а 4. јуна затвореници којих је било око 170 су везани у групе од по двоје или троје, утоварени у камион и одвезени у кречњачку јаму Голубњача код Кобиље Главе где су стрељани, претучени моткама, тољагама, секирама и пијуцима и бачени у јаму. 23. јуна убијено је још 80 људи из три села код Гацка.
Усташе су 2. јуна 1941. убиле 140 сељака код Љубиња, а 23. јуна још 160. У општини Столац у току два дана убијено је близу 260 сељака. На подручју Ливањског поља, усташе су убиле преко 1.200 Срба, међу којима 370 деце. У Копривничкој шуми код Ливна мучено је и убијено око 300 грађана. Око 300 деце, жена и стараца је убијено и бачено у јаму Равни Долац у Доњим Рујанима.

### Подриње
У Рашића Гају, Власеница, у Босни и Херцеговини, између 22. јуна и 20. јула 1941. године, након силовања жена и девојака, масакрирано је око 70-200 Срба од стране муслиманских усташких снага. Усташе су месецима погубили многе Србе дуж долине Дрине, посебно код Вишеграда. Црна легија Јуре Францетића убила је хиљаде српских цивила и њихова тела бацила у реку Дрину. Године 1942. у Старом Броду код Рогатице и Милошевића побијено је око 6.000 Срба.

### Сарајево
Прво масовно стрељање у Сарајеву усташе су извршиле 1. августа 1941. у знак одмазде због диверзије у железничкој радионици. Тада је стрељано 20 талаца (комуниста и симпатизера КПЈ) и одведено у логоре око 30 симпатизера КПЈ. Током наредна два месеца стрељано је двадесетак других комуниста и симпатизера КПЈ, укључујући народног хероја Радојку Лакић.
Током лета 1941. године, Усташка војница је периодично интернирала и стрељала групе сарајевских Срба. У августу 1941. ухапсили су око стотину Срба осумњичених за везе са војском отпора, углавном црквених функционера и припадника интелигенције, и погубили или депортовали у концентрационе логоре. У вили Лубурић, која је названа по усташи Вјекославу Лубурићу, кланици и месту за мучење и затварање Срба, Јевреја и политичких неистомишљеника, усташе су убиле најмање 323 особе.

## Протеривање и етничко чишћење
Протеривање је било један од стубова усташког плана за стварање чисте хрватске државе. Први који су морали да оду били су ратни ветерани са Солунског фронта Првог светског рата који су живели у Славонији и Срему. До средине 1941. године, 5.000 Срба је протерано у окупирану Србију. Генерални план је био да се прво депортују истакнути људи, како би њихова имовина била национализована и да би се онда лакше манипулисало преосталим Србима. До краја септембра 1941. године протерано је око половине српског православног свештенства, 335 свештеника.
Дрина је граница између истока и запада. Промисао Божији нас је поставио да бранимо своју границу, коју наши савезници добро знају и цене, јер смо вековима доказали да смо добри граничари.— Миле Будак, министар владе НДХ, август 1941., 
Заговорници протеривања представили су га као неопходну меру за стварање друштвено функционалне националне државе, а такође су и рационализовали ове планове упоређујући га са разменом становништва између Грчке и Турске из 1923. године. Усташе су подигле логоре за задржавање, са циљем да прикупе већи број људи и протерају их. Влада НДХ је формирала и Уред за колонизацију за пресељење Хрвата на обновљена земљишта. Током лета 1941. године, протеривања су вршена уз значајно учешће локалног становништва. Активну улогу у протеривању имали су многи представници локалних елита, укључујући босанске муслимане у Босни и Херцеговини и Немце у Славонији и Срему.
Процењује се да је 120.000 Срба депортовано из НДХ у окупирану Србију, а 300.000 је избегло до 1943. године. До краја јула 1941. према немачким властима у Србији, 180.000 Срба пребегло је из НДХ у Србију, а до краја септембра тај број је премашио 200.000. У истом периоду 14.733 лица легално су пресељена из НДХ у Србију. Заузврат, НДХ је морала да прихвати више од 200.000 словеначких избеглица које су насилно исељене из својих домова у оквиру немачког плана анексије делова словеначких територија. Октобра 1941. организована миграција је прекинута јер су немачке власти у Србији забрањивале даље досељавање Срба. Према документацији Комесаријата за избеглице и усељенике у Београду, 1942. и 1943. године и даље су постојали илегални одласци појединаца из НДХ у Србију, којих је било око 200.000, иако су ове бројке непотпуне.

## Религијски прогон
Усташе су сматрали да су вера и националност блиско повезане; док су римокатолицизам и ислам (босански муслимани су сматрани Хрватима) били признати као хрватске националне религије, источно православље је сматрано инхерентно некомпатибилним са хрватским државним пројектом. Они су доживљавали православље као непријатељско јер је идентификовано као српско (пре 1920. године, православне епархије у већини хрватских земаља припадале су независној Карловачкој патријаршији). У извесној мери, кампања терора се може посматрати као крсташки ратови средњег века; верски крсташки рат. 3. маја 1941. донет је закон о верском преобраћењу, којим се вршио притисак на Србе да покатоличе и тиме прихвате хрватски идентитет. То је учињено уочи Павелићевог сусрета са папом Пијем XII у Риму. Католичка црква у Хрватској, на челу са надбискупом Алојзијем Степинцем, поздравила га је и усвојила у унутрашње право Цркве. Израз „српски православци” забрањен је средином маја као неспојив са државним поретком, а уместо њега употребљен је израз „грчко-источна вера”. До краја септембра 1941. године протерано је око половине српског православног свештенства, 335 свештеника.
Да би се избрисала сва историја Срба и православне вероисповести, цркве (од којих неке датирају из 1200-их и 1300-их година) су сравњене са земљом или оцрњене; усташе су их користиле као штале.
Усташки покрет је заснован на религији. Дакле, наша дела потичу из наше привржености вери и Римокатоличкој цркви.— главни усташки идеолог Миле Будак, 13. јула 1941, 
Усташка пропаганда је легитимисала прогон као делимично засновану на историјској католичко-православној борби за превласт у Европи и католичкој нетрпељивости према „шизматицима”. Након почетка српске побуне (јул 1941), Државна управа за препород је у јесен 1941. покренула програм за масовно присилно преобраћење Срба. Већ у лето, усташе су затвориле или уништиле већину српских православних цркава и манастира, а православне свештенике и епископе депортовале, затварале или убијале. У периоду од маја до децембра 1941. убијено је и преко 150 српских православних свештеника. Преобраћења су имала за циљ да хрватизирају и трајно униште СПЦ. Римокатолички свештеник Крунослав Драгановић је тврдио да су многи католици прешли у православље током 16. и 17. века, што је касније коришћено као основа за усташки програм преобраћења.
Политика конверзије имала је посебан аспект: само необразовани Срби су имали право на конверзију, јер се претпостављало да су неписмени сељаци мање српско-православни. Људи са средњим образовањем итд. (а посебно православно свештенство) нису били подобни. Образовани људи су били издвојени за протеривање или истребљење.
Ватикан се није противио принудним конверзијама. Папа Пије XII је 6. фебруара 1942. приватно примио 206 усташа у униформама и благословио их, симболично подржавајући њихове акције. Изасланик при Светој столици Никола Рушиновић је 8. фебруара 1942. рекао да се „Света столица радује” присилним преобраћењима. У писму од 21. фебруара 1942. кардиналу Луиђију Маљонеу, секретар Свете Столице је охрабрио хрватске бискупе да убрзају преобраћења, а такође је навео да термин „православни” треба заменити терминима „отпадници или расколници”. Многи фанатични католички свештеници придружили су се усташама, благословили и подржавали њихов рад, учествовали у убиствима и преобраћењима.
У периоду 1941—1942, неких 200.000 или 240.000—250.000 Срба је покатоличено, иако је већина њих то практиковала само привремено. Обраћеници би ионако били понекад убијани, често у истим црквама у којима су поново крштени. Побијено или протерано 85% српског православног свештенства. Само у Лици, Кордуну и Банији затворене су, порушене или опљачкане 172 српске православне цркве.
Енциклопедија холокауста описује да бискупска конференција која се састала у Загребу новембра 1941. није била спремна да осуди насилно покрштавање Срба у лето 1941, а камоли да осуди прогон и убиства Срба и Јевреја. Многи католички свештеници у Хрватској одобравали су и подржавали усташке нападе великих размера на Српску православну цркву, а католичка хијерархија није ни јавно ни приватно осудила злочине. Хрватска католичка црква и Ватикан су сматрали да је политика усташа према Србима корисна за римокатолицизам.

### Марионетска „Хрватска православна црква”
Након што је питање присилног преобраћења постало изузетно контроверзно, влада НДХ је 3. априла 1942. усвојила закон којим је установљена Хрватска источна православна црква. То је учињено у циљу замене институција Српске православне цркве. Према „Статуту о хрватској источној православној цркви” који је усвојен 5. јуна, Црква је била „недељива у свом јединству и аутокефална”. У јуну је белоруски емигрант Гермоген Максимов, архиепископ Руске Православне Заграничне Цркве, устоличен за њеног примаса. Оснивање Цркве учињено је како би се покушала пацификовати држава, као и хрватизација преосталог српског становништва када су усташе схватиле да је потпуно искорењивање Срба у НДХ недостижно. Прогон Срба је ипак настављен, али је био мањег интензитета.

### Прогон српског православног свештенства
Епископи епархија Српске православне цркве у Независној Држави Хрватској били су на мети верских прогона.Усташе су 5. маја 1941. мучиле и убиле Платона Јовановића, епископа бањалучког. 12. маја убијен је Петар Зимоњић, митрополит дабробосански, а средином августа убијен је Сава Трлајић, епископ горњокарловачки. Доситеј Васић, митрополит загребачко-љубљански, преминуо је 1945. године од задобијених рана од усташког мучења. Николај Јокановић, епископ захумско-херцеговачки, преминуо је 1944. године, пошто су га усташе претукле и протерале у Србију. Иринеј Ђорђевић, епископ далматински, интерниран је у италијанско ропство. У априлу 1941. године у НДХ је било 577 српских православних свештеника, монаха и других верских достојанственика. До децембра више их није било. Између 214 и 217 је убијено, 334 је прогнано, осамнаест је побегло, а пет је умрло природном смрћу. У Босни и Херцеговини, 71 православног свештеника су убиле усташе током Другог светског рата, 10 од партизана, 5 од Немаца, а 45 је умрло у првој деценији по завршетку Другог светског рата.
Према подацима Српске православне цркве, од око 700 свештенослужитеља и монаха на територији НДХ, 577 је било подвргнуто прогону, од тога 217 је убијено, 334 депортовано у Србију, 3 ухапшено, 18 је успело да побегне, а 5 је умрло (касније) од последица тортуре.

### Улога Алојзија Степинца
Кардинал Алојзије Степинац био је загребачки надбискуп током Другог светског рата и заклео се на лојалност НДХ. Научници и даље расправљају о степену Степинчевог контакта са усташким режимом. Марк Биондич је изјавио да није био „ватрени присталица” усташког режима који је легитимисао сваку њихову политику, нити да је био „оглашени противник” који јавно осуђивао своје злочине на систематски начин. Док су неки свештеници чинили ратне злочине у име Католичке цркве, Степинац је практиковао опрезну амбивалентност. Био је рани присталица циља стварања католичке Хрватске, али је убрзо почео да доводи у питање режимски мандат присилног преобраћења.
Историчар Томашевић је похвалио изјаве које је Степинац давао против усташког режима, као и његове поступке против режима. Међутим, напоменуо је и да су те исте изјаве и радње имале недостатке у односу на геноцидно деловање усташа према Србима и Српској православној цркви. Као што Степинац није јавно осудио геноцид који су усташе починиле над Србима раније током рата, као и касније. Томашевић је навео да је Степинчева храброст против усташке државе изазвала велико дивљење међу антиусташким Хрватима у његовој пастви, као и многим другима. Међутим, то је дошло са ценом непријатељства усташа и Павелића лично. У раном делу рата снажно је подржавао југословенску државу организовану са савезним линијама. Опште је било познато да су се Степинац и Павловић дубоко мрзели. Немци су га сматрали прозападним и „пријатељем Јевреја” што је довело до непријатељства немачких и италијанских снага.

Степинац је 14. маја 1941. добио вест о усташком масакру српских сељана у Глини. Истог дана писао је Павелићу:
Сматрам својом бискупском одговорношћу да подигнем глас и да кажем да то по католичком учењу није дозвољено, због чега вас молим да предузмете најхитније мјере на цијелом подручју НДХ, како не би ниједан Србин био убијен осим ако се не покаже да је починио злочин који је оправдавао смрт. У супротном, нећемо моћи да рачунамо на благослов неба, без којег морамо пропасти. — Алојзије Степинац у писму Анте Павелићу
То су и даље била приватна протестна писма. Касније, 1942. и 1943. године, Степинац је почео отвореније да говори против усташког геноцида, након што је већина геноцида већ почињена, и постаје све јасније да ће нацисти и усташе бити поражени. У мају 1942. Степинац се изјаснио против геноцида, помињући Јевреје и Роме, али не и Србе.
Томашевић је написао да, иако је Степинац за сваку похвалу због његових поступака против режима, неуспех хрватске католичке хијерархије и Ватикана да јавно осуде геноцид „не може се бранити са становишта човечности, правде и опште пристојности”. Степинац је у свом дневнику рекао да су „Срби и Хрвати два различита света, северног и јужног пола, који се никада неће ујединити док је један од њих жив”, уз друге сличне ставове. Историчар Иво Голдштајн је описао да је Степинац био симпатичан усташким властима и амбивалентан према новим расним законима, као и да је био „човек са много дилема у једном узнемирујућем времену”. Степинац је негодовао због међуратног преласка око 200.000 већине хрватских католика у православље, за које је сматрао да су их наметнули преовлађујући политички услови.
Диана Будисављевић се често састајала са Степинцем, молећи га да нешто учини поводом српске деце затвореним у логорима. Није имала позитиван утисак о њему, и у свом дневнику је записала:
3. 12. 1941. Мој први пријем код надбискупа др. Степинца. И тамо је резултат разговора био потпуно негативан. Надбискуп ми је рекао да нема никаквог утјецаја на владу, тамо да ништа не може исходити. Спреман је заузети се за ствар, али унапријед зна да не може ништа постићи… Друга аудијенција код надбискупа… Надбискуп је врло суздржан. Не жели се заинтересирати. Каже да нема никаквог уплива на владу. Испричао ми је да је због стана једне Жидовке био код неког министра. Тај му је обећао да ће жена моћи остати у стану, а сад ју се успркос томе намјерава из стана избацити. Кажем да сам дошла тражити да спаси један народ, а он ми прича о неком стану. Онда је почео критизирати Нијемце, нацизам, Хитлера, да су они свему криви. Кажем му да се њемачки бискупи јако заузимају за своје вјернике и супротстављају Хитлеру. Многи од овдје прогоњених су прешли на католичку вјеру и његова је дужност заузети се за њих… На крају обећава да ће се заузети. Будући да у то много не вјерујем, називам… каноника Бакшића и молим за пријем. Молим да са своје стране утјече на надбискупа. Молим да се каноници састану и да се сви заједно заузму за прогоњене с Кордуна.
2016. Хрватска рехабилитација Степинца негативно је примљена у Србији и Републици Српској, ентитету Босне и Херцеговине.

## Број жртава и класификација геноцида
На сајту Меморијалног музеја холокауста Сједињених Држава наводи се да је „Утврђивање броја жртава за Југославију, за Хрватску и за Јасеновац веома проблематично, због уништавања многих релевантних докумената, дуготрајне недоступности независним научницима оних докумената који су преживели и идеолошке агенде послератне партизанске науке и новинарства”.
Осамдесетих година 20. века прорачуне жртава Другог светског рата у Југославији правили су српски статистичар Богољуб Кочовић и хрватски демограф Владимир Жерјавић. Томашевић је описао њихове студије као објективне и поуздане. Кочовић је проценио да је током рата у НДХ страдало 370.000 Срба, како бораца, тако и цивила. Са могућом грешком од око 10 одсто, приметио је да српски губици не могу бити већи од 410.000. Није проценио број Срба које су усташе убиле, рекавши да би у већини случајева задатак категоризације жртава био немогућ. Жерјавић је проценио да је укупан број погинулих Срба у НДХ износио 322.000, од чега је 125.000 погинуло као борци, а 197.000 цивила. Жерјавић је проценио да је у усташким затворима, јамама и логорима, укључујући и Јасеновац, убијено укупно 78.000 цивила, Немци 45.000 цивила, Италијани 15.000, у борбама зараћених страна 34.000 цивила, а 25.000. цивила су умрли од тифуса. О броју жртава које су страдале у концентрационом логору Јасеновац и даље се расправља, али према садашњим проценама укупан број је око 100.000, од којих су отприлике половина били Срби.
Током рата, као и за време Титове Југославије, давали су се различити бројеви укупних југословенских ратних жртава. Процене меморијалних центара холокауста такође варирају. Историчар Јозо Томашевић је рекао да је тачан број жртава у Југославији немогуће одредити. Академик Барбара Јелавич међутим у писаној форми цитира Томашевићеву процену да је за време усташке владавине убијено чак 350.000 Срба. Историчар Рори Јоманс је рекао да најконзервативније процене говоре да је 200.000 Срба убијено од стране усташких одреда смрти, али стварни број Срба које су усташе погубиле или страдале у усташким концентрационим логорима може бити и до 500.000. У раду из 1992. Сабрина П. Рамет наводи бројку од 350.000 Срба које су „ликвидирали” „Павелић и његови усташки послушници”. У раду из 2006. Рамет је проценила да је најмање 300.000 Срба „измасакрирано од стране усташа”. У својој књизи из 2007. „Независна Држава Хрватска 1941—45”, Рамет наводи укупне Жерјавићеве бројке о српским губицима у НДХ. Марко Атила Хоаре пише да је „можда скоро 300.000 Срба” страдало од усташког геноцида и нацистичке политике.
Томислав Дулић је навео да су Срби у НДХ током Другог светског рата били међу највећим бројем жртава у Европи. Истраживач геноцида Израел Чарни наводи Независну Државу Хрватску као трећи најсмртоноснији режим у двадесетом веку, убијајући у просеку 2,51% њених грађана годишње. Чарнијева дефиниција домаћег демоцида не укључује само геноцид, већ и политику и масовна убиства, као и присилну депортацију која узрокује смрт и глад или епидемију током којих режим ускраћује помоћ или делује на начин да је учини смртоноснијом. Амерички историчар Стенли Г. Пејн је изјавио да су директне и индиректне егзекуције од стране режима НДХ биле „изузетан масовни злочин”, који је сразмерно превазишао било који други европски режим осим Хитлеровог Трећег рајха. Он је додао да су злочине у НДХ пропорционално надмашили само Црвени Кмери у Камбоџи и неколико екстремно геноцидних афричких режима. Рафаел Израели је написао да „велике геноцидне операције, сразмерно малом броју становника, остају готово јединствене у аналима ратне Европе.”
У Србији, као и у очима Срба, усташка зверства су представљала геноцид. Многи историчари и аутори описују масовна убиства Срба од стране усташког режима као у складу са дефиницијом геноцида, укључујући Рафаела Лемкина који је познат по томе што је сковао реч геноцид и иницирао Конвенцију о геноциду. Хрватска историчарка Мирјана Касаповић објаснила је да се у најважнијим научним радовима о геноциду злочини над Србима, Јеврејима и Ромима у НДХ недвосмислено квалификују као геноцид.
Јад Вашем, званични израелски споменик жртвама холокауста, наводи да су „усташе извршиле геноцид над Србима, истребили преко 500.000, протерали 250.000 и натерали још 250.000 да пређу у католицизам”. Центар Симон Визентал је такође навео да су лидери Независне Државе Хрватске извршили геноцид над Србима, Јеврејима и Ромима. И председници Хрватске Стјепан Месић и Иво Јосиповић, те Бакир Изетбеговић и Жељко Комшић, бошњачки и хрватски члан Председништва Босне и Херцеговине, такође су описали прогон Срба у НДХ као геноцид.

## Последице
Југословенске комунистичке власти нису користиле логор Јасеновац као што су то чинили други европски концентрациони логори, највероватније због српско-хрватских односа. Они су препознали да етничке тензије проистекле из рата могу имати капацитет да дестабилизују нови комунистички режим, покушали су да прикрију ратне злочине и прикрију специфичне етничке губитке. Титова власт је настојала да зарасте ране и створи „братство и јединство” међу народима. Сам Тито је био позван у Јасеновац, прошао је неколико пута, али никада није посетио то место. Геноцид није на одговарајући начин испитан након рата, јер југословенска комунистичка власт није охрабривала независне научнике. Историчари Марко Атила Хоаре и Марк Биондич констатовали су да историчари западног света не обраћају довољно пажње на геноцид који су починиле усташе, док га је неколико научника описало као мање познати геноцид.
Други светски рат, а посебно његови етнички сукоби, сматрани су кључним у каснијим југословенским ратовима (1991—95).

### Српска православна црква
Српска православна црква је у послератном периоду српске жртве овог геноцида сматрала мученицима. Због тога Српска православна црква 13. септембра обележава помен „Свети Српски Новомученици Јасеновачки”.
Свети мученик јасеновачки Вукашин је био старији човек по имену Вукашин Мандрапа ког су усташе убиле у Јасеновцу 1943. године. Према сведочењу неуропсихијатра Неде Зец из 1970, која је била заточена у Јасеновцу, Мандрапу је издвојио хрватски усташа, који се презивао Фригановић (име Јосип или Миле), који је посматрао његово стоичко понашање током дана принудног рада и клања затвореника ноћу. Фригановић је покушао да натера човека да благослови усташког поглавара Анту Павелића, што је старац одбио, чак и након што му је Фригановић након сваког одбијања одсекао и уши и нос. На крају је старцу ископао очи, истргао му срце и пререзао гркљан. Српска православна црква га поштује сваког 29. маја.

### Суђења
Миле Будак, оснивач усташког покрета и вишеструки министар у НДХ, Никола Мандић, председник владе, као и низ других чланова владе, попут Јулија Маканеца и Адемаге Мешића и команданта логора Јадовно Јураја Рукавине, суђени су и осуђени 1945. године за велеиздају и ратне злочине од комунистичких власти СФР Југославије. Многи од њих су погубљени. Мирослав Филиповић, командант логора Јасеновац и Стара Градишка, проглашен је кривим за ратне злочине, осуђен на смрт и обешен. Славко Кватерник, командант оружаних снага и министар одбране, је изручен Југославији од стране Аустрије, заједно са другим министрима владе НДХ, Владимиром Кошаком, Мехмедом Алајбеговићем и Османом Куленовићем, те су 1947. осуђени за ратне злочине и злочине против човечности и погубљени. Заповедника логора Јасеновца Ивицу Матковића су Британци депортовали из Аустрије након чега је убрзо убијен са другим сарадницима фашиста, док се Доминиук Пићилију губи сваки траг након 1945. године.
Многи други су побегли, укључујући и врховног поглавара Анту Павелића, највише у Латинску Америку. Део емиграције је спречен операцијом Гвардијан, у којој су неки од заповедника логора Јасеновац Љубо Милош и Анте Врбан, као и поједини припадници Усташке војницe заробљени и погубљени. Алојзије Степинац, који је служио као надбискуп загребачки, проглашен је кривим за велеиздају и присилно покатоличавање православних Срба. Међутим, неки тврде да је суђење „спроведено уз одговарајућу правну процедуру”.
Нирнбершки војни суд је закључио да Независна Држава Хрватска није била суверени ентитет способан да делује независно од немачке војске, упркос томе што су га силе Осовине признале као независну државу. Према Трибуналу, „Хрватска је овде све време била окупирана земља”. Зигфрид Каше, амбасадор Трећег рајха у НДХ, је осуђен смртном казном у Нирнбершком суђењу због насилног протеривања Срба. Конвенција о спречавању и кажњавању злочина геноцида у то време није била на снази. Генерална скупштина Уједињених нација га је једногласно усвојила 9. децембра 1948. и ступила је на снагу 12. јануара 1951. године.
Андрија Артуковић, министар унутрашњих послова и министар правде НДХ који је потписао низ расних закона, после рата је побегао у Сједињене Америчке Државе и изручен Југославији 1986. године, где му је суђено у Окружном суду у Загребу и проглашен кривим за низ масовних убистава у НДХ. Артуковић је осуђен на смрт, али казна није извршена због година и здравља. Ефраим Зуроф, ловац на нацисте, имао је значајну улогу у хватању Динка Шакића, још једног команданта логора Јасеновац, током 1990-их. Након притиска међународне заједнице на десничарског председника Фрању Туђмана, тражио је Шакићево изручење и суђено му је у Хрватској, са 78 година; оглашен је кривим за ратне злочине и злочине против човечности и изречена му је максимална казна од 20 година затвора. Према истраживачима људских права Ерику Стоверу, Виктору Пескину и Алекси Кенигу, то је био „најважнији домаћи покушај после хладног рата да се нацистички осумњичени за ратне злочине позове на кривичну одговорност у бившој источноевропској комунистичкој земљи”.

### Пацовски канали, тероризам и атентати
Након партизанског ослобођења Југославије, многи усташки поглавари су побегли и склонили се у колеџ Сан Ђироламо дељи Илирики код Ватикана. Католички свештеник и усташа Крунослав Драгановић управљао је бегунцима из Сан Ђиролама. Амерички Стејт департмент и Контраобавештајни корпус помогли су ратним злочинцима да побегну, а помогли су Драгановићу (који је касније радио за америчке обавештајне службе) у слању усташа у иностранство. Многи од одговорних за масовна убиства у НДХ склонили су се у Јужну Америку, Португал, Шпанију и Сједињене Државе.
Вјекослава Лубурића је у Шпанији 1969. убио агент УДБА-е; Артуковић је до изручења 1986. живео у Ирској и Калифорнији и умро природном смрћу у затвору; Динко Шакић и његова супруга Нада живели су у Аргентини до изручења 1998. године, Динко умире у затвору, а супруга пуштена на слободу. Драгановић је организовао и лет функционера Гестапоа Клауса Барбија.
Након покушаја атентата на Павелића 10. априла 1957. године у предграђу Ломас дел Паломар у Буенос Ајресу, он се склонио у Шпанију у којој владао последњи фашистички диктатор у Европи Франко. Покушај атентата је извршио Благоје Јововић. У Шпанији се Павелић покушао опоравити од рањавања у једном католичком манастиру у Мадриду, а умро је у децембру 1959. Никада није изашао из болнице.
Међу неким из хрватске дијаспоре, усташе су постале хероји. Усташке емигрантске терористичке групе у дијаспори (као што су Хрватско револуционарно братство и Хрватски национални отпор) су током читавог југословенског периода вршиле атентате и бомбардовања, као и отмице авиона. У јулу 2018. године шпанска владајућа Социјалистичка радничка партија, предложила је закон против меморисања фашистичких фигура. Нагађало се да ће шпанске власти, ако закон буде усвојен, моћи узурпирати гробнице Павелића и Лубурића, јер како наводе, гробнице су постале ходочасничка места за неофашисте, и треба их преместити на мање истакнуте локације или пребацити у Босну.

### Уништавање спомен обележја
Након стицања независности Хрватске, уништено је око 3.000 споменика посвећених антифашистичком отпору и жртвама фашизма. Према хрватском удружењу ветерана Другог светског рата, ова разарања нису била спонтана, већ планска активност владајуће странке, државе и цркве. Статус Спомен-подручја Јасеновац је деградиран на парк природе, а парламент је укинуо његово финансирање. У септембру 1991. године, хрватске снаге су ушле у спомен-обележје и вандализовале зграду музеја, док су изложбе и документација уништени, оштећени и опљачкани. СР Југославија је 1992. године упутила формални протест Уједињеним нацијама и Унеску, упозоравајући на девастацију меморијалног комплекса. Посматрачка мисија Европске заједнице је посетила меморијални центар и потврдила штету.

## Форензичке истраге
Између 22. и 27. јуна 1964. ексхумације тела и коришћење метода узорковања у Јасеновцу су извршили Вида Бродар и Антон Погачник са љубљанског универзитета и Србољуб Живановић са новосадског универзитета. Српски антрополог Србољуб Живановић је током југословенских ратова објавио, како је тврдио, потпуне резултате студија, које је, по његовим речима, потиснула Титова влада у име братства и јединства, како би се мањи акценат ставио на злочине усташа. Према Живановићевим речима, истраживање је дало снажну подршку броју жртава од преко 500.000, а реалне су процене 700.000—800.000, наводећи да се у свакој масовној гробници налази 800 скелета.

## Историјски ревизионизам
Порицање геноцида над Србима у НДХ представља ревизионистичке и негационистичке тврдње да у НДХ нису извршени систематски масовни злочини и геноцид над Србима, као и умањивање броја жртава и бруталности масовних погубљења. Историчарка Мирјана Касаповић је закључила да постоје три главне стратегије у делу хрватске историографије: НДХ је у то време била нормална противпобуњеничка држава; у НДХ нису почињени масовни злочини, посебно геноцид; логор Јасеновац је био само радни логор, а не логор логор смрти.
Ревизионистичке изјаве и дела су објављивали поједини хрватски новинари и историчари, али и високи званичници. Историчар Хрвоје Класић је навео да је од осамостаљења Хрватске након распада Југославије успостављен нов приступ проучавања и подучавања хрватске историје, који укључује умањивање и порицање усташких злочина. Један од најзначајнијих научника који су изучавали злочине у НДХ, Рори Јеоманс је 2018. изјавио да је историјски ревизионизам из 90-их имао своја упоришта у академији и мејнстрим политици, као и да данашњи ревизионисти имају за циљ повратак усташког режима у целости, упоређујући га са раздобљем Фрање Туђмана када је тренд био умањити злочине или рехабилитовати само одређене његове аспекте. Википедија на хрватском језику такође је привукла пажњу међународних медија због пристрасности и порицања злочина почињених на тлу НДХ.
Од 2016. године антифашистичке групе, лидери српске, ромске и јеврејске заједнице у Хрватској и бивши највиши хрватски званичници бојкотују званичну државну комеморацију жртвама логора Јасеновац, јер су, како наводе, хрватске власти одбијале да осуде усташко наслеђе експлицитно и умањили су и ревитализирали злочине које су починиле усташе.

## Комеморација
Израелски председник Моше Касав посетио је Јасеновац 2003. Његов наследник Шимон Перес одао је почаст жртвама логора када је посетио Јасеновац 25. јула 2010. године и положио венац на спомен обележје. Перес је усташке злочине назвао „демонстрацијом чистог садизма”.
Меморијални музеј Јасеновац поново је отворен у новембру 2006. новом изложбом хрватске архитекткиње Хелене Павер Њирић и Едукативним центром компаније Продукција. Меморијални музеј садржи унутрашњост од челичних модула обложених гумом, видео и пројекционих платна и стаклених витрина у којима су приказани артефакти из логора. Изнад изложбеног простора, који је прилично мрачан, налази се поље од стаклених паноа на којима су исписана имена жртава.
Одељење за паркове града Њујорка, Одбор за парк Холокауст и Институт за истраживање Јасеновца, уз помоћ тадашњег конгресмена Ентонија Вајнера, поставили су јавни споменик жртвама Јасеновца у априлу 2005. (на шездесету годишњицу од ослобађање логора.) Церемонији посвећења је присуствовало десет преживелих југословенских холокауста, као и дипломате из Србије, Босне и Израела. Остаје једини јавни споменик јасеновачким жртвама ван Балкана.
Дана 22. априла, на годишњицу пробоја заробљеника из логора Јасеновац, Србија обележава Дан сећања на жртве националног холокауста, геноцида у Другом светском рату и других фашистичких злочина, док Хрватска одржава званичну комеморацију на Спомен-подручју Јасеновац. Србија и босанскохерцеговачки ентитет Република Српска одржавају заједничку централну комеморацију у Спомен зони Доња Градина.
2018. године, поводом обележавања Међународног дана сећања на холокауст, у седишту Уједињених нација у Њујорку одржана је изложба под називом „Јасеновац — право на сећање” са основним циљем неговања културе сећања на Србе, Јеврејске, ромске и антифашистичке жртве холокауста и геноцида у логору Јасеновац.
Комеморације жртвама концентрационог логора Јадовно од 2009. године организују Српско народно вијеће (СНВ), Јеврејска заједница у Хрватској и локални антифашисти, док је 24. јун одређен за „Дан сећања на логор Јадовно” у Хрватској. Дана 26. августа 2010. године, на 68. годишњицу делимичног ослобођења дечјег логора Јастребарско, помен жртвама је свечано обележен код споменика на Јастребарском гробљу. Присуствовало је свега 40 људи, углавном чланова Савеза антифашистичких бораца и антифашиста Републике Хрватске. Влада Републике Српске одржала комеморацију на Спомен-обиљежју жртвама усташког клања у долини Дрине.
Скупштина Црне Горе је 28. јуна 2024. године усвојила је Резолуцију о геноциду у Јасеновцу, Дахауу и Маутхаузену, чиме ће се почевши од 22. априла 2025. године, на 80-годишњицу од пробоја логораша, обележавати Дан сећања на геноцид у Јасеновцу.

## У култури

### Књижевност
- На Кордуну гроб до гроба, песма о сећању на злочине на територији Кордуна
- Стојанка мајка Кнежопољка, поема Скендера Куленовића настала као сведочанство злочина на Козари
- Јама, песма која осуђује злочине усташа, аутора Ивана Горана Ковачића
- Орлови рано лете, роман о улози деце у помагању партизана у отпору усташама, аутора Бранка Ћопића
- Аустријанка, роман Зорана Милекића о Диани Будисављевић и њеној акцији спашавања деце

### Уметност
- Златко Прица и Едо Муртић илустровали су сцене из песме Ивана Горана Ковачића Јама

### Позориште
- Голубњача, драма Јована Радуловића о етничким односима у суседним селима у годинама после усташких злочина[307]

### Филм
- 1955 — Шолаја, филм о побуни Срба против геноцида, у режији Војислава Нановића
- 1960 — Девети круг, филм Франса Штиглића, укључује сцене из логора Јасеновац.
- 1962 — Козара, филм о бици на Козари, збегу цивила и масакрима, у режији Вељка Булајића
- 1966 — Орлови рано лете, филм према истоименом роману Бранка Ћопића, редитељке Соје Јовановић.
- 1967 — Црне птице, филм о групи логораша Стара Градишка, редитеља Едуарда Галића.
- 1983 — Крв и пепео Јасеновца, документарни филм, режија Лордан Зафрановић
- 1984 — Крај рата, филм о српском човеку који води свог сина да пронађе и убије припаднике усташке војнице који су мучили и убили његову жену и мајку, режија Драган Кресоја
- 1988 — Браћа по матери, филм о усташким зверствима испричан кроз причу о два полубрата, Хрвату и Србину, у режији Здравка Шотре
- 1994 — Залазак столећа / Тестамент Л. З., документарни филм о усташком режиму и суђењу Андрији Артуковићу, режија Лордан Зафрановић
- 2016 — Прва трећина — опроштај као казна, кратки играни филм о масакрима Жилета Фригановића, режија Светлана Петров
- 2016 — Завештање, документарни филм базиран на 450 часова снимљеног материјала и 94 интервју са преживелима геноцида
- 2018 — Дианина деца, документарни филм о преживелој деци коју је из логора спасила Диана Будисављевић
- 2019 — Дневник Диане Будисављевић., биографски филм о акцији помоћи Диане Будисављевић за спасавање више од 10.000 деце из концентрационих логора, у режији Дане Будисављевић
- 2020 — Дара из Јасеновца, филм о девојчици која је преживела логор Јасеновац, редитеља Предрага Антонијевића
- 2023 — Златни рез 42, филм у припреми базиран на сценарију Арсена Диклића, режија Лордан Зафрановић

### ТВ серије
- 1981 — Непокорени град, ТВ серијал о кампањи усташког терора, укључујући логор Керестинец, у режији Ванче Кљаковића и Едуарда Галића
- 1983 — Замке, документарна серија о Операцији Гвардијан, режија Берислав Макаровић
- 1991—1992 — Југославија у рату 1941—1945., документарна серија РТС-а о Другом светском рату, режија Милан Кундаковић
- 2021 — НДХ, документарна серија ХРТ-а аутора историчара Хрвоја Класића

### Музика
- Неки преживели тврде да је текст чувене песме Ђурђевдан написан у возу који је заробљенике одвезао из Сарајева у логор Јасеновац.[308]
- Томпсон, хрватски рок бенд, на челу са Марком Перковићем „Томпсоном” изазвао је контроверзе због наводне величања усташког режима у својим песмама и концертима, а најпознатија таква песма је „Јасеновац и Градишка Стара”.[309][310]

## Галерија
- Независна Држава Хрватска на карти Европе.
- Осовинска окупација Југославије 1941—43.
- Службени проглас НДХ.
- Фашистички злочини у почињени у Југославији.
- Споменик логора Јасеновац.
- Јасеновачки камп.
- Капија у логору Јасеновац.
- Усташе одводе народ после офанзиве на Козару.
- Срби који живе у Независној Држави Хрватској, који су протерани из својих домова, излазе из града носећи велике завежљаје.
- Срби и Роми окупљени и одведени у Јасеновац, 1942—43.
- Усташки чувари скидају и претресају затворенике.
- Вођа нацистичке Немачке, Адолф Хитлер и вођа НДХ, Анте Павелић, 9. јун1941.
- Гробница деце са Козаре, Мирогој.
- Кућа Саве Шумановића у Шиду.
- Заробљеници у логору Стара Градишка.
- Деца у логору Стара Градишка.
- Деца из усташких логора.
- Мајор Сарајева, Мустафа Софтић, носи заставу НДХ, 1943. година.
- Вјекослав Лубурић у логору Стара Градишка.
- Српска деца пронађена у усташком логору.
- Споменик у Гаравицама.
- Коричка јама и споменик Коричким жртвама.
- Славко Кватерник, (1878—1947) је био маршал (војсковођа) оружаних снага Независне Државе Хрватске. Осуђен је на смрт због ратних злочина.
- Јуре Францетић, (1912—1942) је био усташа и пуковник Усташке војнице. За време НДХ постао је усташки пуковник и командант Црне легије Која је извршила многобројне масовне злочине над српским и јеврејским живљем и припадницима НОП.